# Shaq Moore
Shaq Moore (Powder Springs, 1996. november 2. –) amerikai válogatott labdarúgó, a Dallas hátvéde.

## Pályafutása

### Klubcsapatokban
Moore a georgia állambeli Powder Springs városában született. Az ifjúsági pályafutását az IMG Academy csapatában kezdte, majd a Dallas akadémiájánál folytatta.
2015-ben mutatkozott be a spanyol Huracán felnőtt keretében. 2016 és 2022 között a Oviedo B, a Levante, a Reus és a Tenerife csapatát erősítette. 2022. július 19-én 3½ éves szerződést kötött az észak-amerikai első osztályban szereplő Nashville együttesével. Először a 2022. július 31-ei, Vancouver Whitecaps ellen 1–1-es döntetlennel zárult mérkőzésen lépett pályára. 2024 decemberében a Dallashoz igazolt.

### A válogatottban
Moore az U17-es, az U18-as és az U20-as korosztályú válogatottakban is képviselte Amerikát.
2018-ban debütált a felnőtt válogatottban. Először a 2018. június 2-ai, Írország ellen 2–1-re elvesztett mérkőzés 70. percében, DeAndre Yedlint váltva lépett pályára. Első válogatott gólját 2021. július 18-án, Kanada ellen 1–0-ra megnyert aranykupa mérkőzésen szerezte meg.

## Statisztikák

### A válogatottban
| Válogatott       | Év       | Pályára lépés | Gól |
| ---------------- | -------- | ------------- | --- |
| Egyesült Államok | 2018     | 5             | 0   |
| Egyesült Államok | 2021     | 8             | 1   |
| Egyesült Államok | 2022     | 4             | 0   |
| Egyesült Államok | 2024     | 2             | 0   |
| Egyesült Államok | 2025     | 2             | 0   |
| Összesen         | Összesen | 21            | 1   |

#### Góljai a válogatottban
| # | Időpont          | Helyszín                                                      | Ellenfél | Gólok | Eredmény | Kiírás                     |
| - | ---------------- | ------------------------------------------------------------- | -------- | ----- | -------- | -------------------------- |
| 1 | 2021. július 18. | Children's Mercy Park, Kansas City, Amerikai Egyesült Államok | Kanada   | 1–0   | 1–0      | 2021-es CONCACAF-aranykupa |

## Sikerei, díjai
Nashville
- Leagues Cup
  - Ezüstérmes (1): 2023

Amerikai válogatott
- CONCACAF-aranykupa
  - Győztes (1): 2021

- CONCACAF Nemzetek ligája
  - Győztes (2): 2022–23, 2023–24